# Родею-Бониту
Родею-Бониту (порт. Rodeio Bonito)  —  муниципалитет в Бразилии, входит в штат Риу-Гранди-ду-Сул. Составная часть мезорегиона Северо-запад штата Риу-Гранди-ду-Сул. Входит в экономико-статистический  микрорегион Фредерику-Вестфален. Население составляет 5537 человек на 2006 год. Занимает площадь 83,198 км². Плотность населения — 66,6 чел./км².

## История
Город основан 20 декабря 1963 года. 

## Статистика
- Валовой внутренний продукт на 2003 составляет 47.745.808,00 реалов (данные: Бразильский институт географии и статистики).
- Валовой внутренний продукт на душу населения на 2003 составляет 8.473,08 реалов (данные: Бразильский институт географии и статистики).
- Индекс развития человеческого потенциала на 2000 составляет 0,809 (данные: Программа развития ООН).